# Promi Big Brother/Staffel 11
Die elfte Staffel der deutschen Reality-Show Promi Big Brother soll vom 20. November 2023 bis 4. Dezember 2023 auf dem Privatsender Sat.1 ausgestrahlt werden.
Im Finale setzte sich Yeliz Koç durch und wurde zur Siegerin gekürt. Wildcard-Gewinner Marco Strecker wurde Zweiter und Peter Klein schaffte es auf den dritten Platz.

## Überblick
Anders als in den vergangenen Staffeln gibt es keine Einteilung der Bewohner in verschiedene Bereiche. Stattdessen gibt es ausschließlich den Bereich Container, in Anlehnung an die erste Staffel des Originalformats Big Brother, welches in Deutschland erstmalig im Jahr 2000 ausgestrahlt wurde. Somit ist die elfte Staffel seit der ersten Staffel die einzige mit nur einem Bereich. Aufgrund des Studiowechsels von den MMC Studios Köln in Köln-Ossendorf zu den WDR-Studios in Köln-Böcklemünd gibt es kein Publikum vor Ort.
Die Bewohner erhalten für ihren täglichen Einkauf in einem nachgestellten Penny-Markt einen Euro pro verbliebenem Bewohner im Container. Ob sie den Einkauf behalten und nutzen dürfen, entscheidet sich in der Duell-Arena. Wird das Match verloren, muss der Einkauf zurückgegeben werden, und die Bewohner ernähren sich von Haferflocken.

## Teilnehmer
| Platz | Teilnehmer          | Bekannt geworden als | Einzug       | Auszug       | Tage im Haus |
| ----- | ------------------- | --- | ------------ | ------------ | ------------ |
| 1     | Yeliz Koç           | Reality-TV-Teilnehmerin u. a. bei Der Bachelor (2018), Bachelor in Paradise (2018), Das Sommerhaus der Stars (2019) und Kampf der Realitystars (2022), Protagonistin bei Make Love, Fake Love (2023)                                             | 18. November | 04. Dezember | 17           |
| 2     | Marco Strecker      | Webvideoproduzent auf TikTok | 20. November | 04. Dezember | 15           |
| 3     | Peter Klein         | Noch-Ehemann von Iris Klein, Reality-TV-Teilnehmer u. a. bei Das Sommerhaus der Stars (2020) | 18. November | 04. Dezember | 17           |
| 4     | Paulina Ljubas      | ehemalige Schauspielerin bei Köln 50667, Teilnehmerin bei Temptation Island VIP (2021), Ex on the Beach (2023) und Germany Shore (2023) | 18. November | 04. Dezember | 17           |
| 5     | Matthias Mangiapane | Reality-TV-Teilnehmer u. a. bei Hot oder Schrott – Die Allestester, Das Sommerhaus der Stars (2017), Ich bin ein Star – Holt mich hier raus! (2018), Promis unter Palmen (2020), Das große Promi-Büßen (2022) und Kampf der Realitystars (2023)  | 18. November | 04. Dezember | 17           |
| 6     | Dilara Kruse        | Spielerfrau, Ehefrau von Max Kruse | 18. November | 03. Dezember | 16           |
| 7     | Dominik Stuckmann   | Protagonist bei Der Bachelor (2022) | 18. November | 02. Dezember | 15           |
| 8     | Iris Klein          | Mutter von Daniela Katzenberger und Jenny Frankhauser, Teilnehmerin u. a. bei Big Brother (2010), Ich bin ein Star – Holt mich hier raus (2013), Das Sommerhaus der Stars (2020) und Kampf der Realitystars (2022)                               | 20. November | 01. Dezember | 12           |
| 9     | Manuela Wisbeck     | Schauspielerin und Teilnehmerin bei Let’s Dance (2013) | 18. November | 30. November | 13           |
| 10    | Ron Bielecki        | Webvideoproduzent auf YouTube | 18. November | 29. November | 12           |
| 11    | Jürgen Milski       | Teilnehmer bei Big Brother (2000), Let’s Dance (2013), Ich bin ein Star – Holt mich hier raus! (2016) und Kampf der Realitystars (2020), Sänger, 9Live-Moderator                                                                                 | 18. November | 28. November | 11           |
| 12    | Philo Kotnik        | Zauberkünstler | 18. November | 27. November | 10           |
| 13    | Patricia Blanco     | Tochter von Roberto Blanco, Reality-TV-Darstellerin u. a. bei Big Brother (2009), Ich bin ein Star – Holt mich hier raus! (2015), Adam sucht Eva – Gestrandet im Paradies (2017), Das Sommerhaus der Stars (2018) und Promis unter Palmen (2021) | 18. November | 25. November | 08           |

Besucher
| Besucher  | Besuchstag   | Bemerkung                                                     |
| --------- | ------------ | ------------------------------------------------------------- |
| Max Kruse | 27. November | In der achten Folge kaufte Max für die Bewohner im Penny ein. |

## Container-Chef
In der elften Staffel wurde die Position des „Container-Chefs“ eingeführt. Diese Person erhielt im Laufe der Staffel weitreichende Aufgaben und Befugnisse, so z. B. das Verkünden von Mitteilungen und Regeln, die Verteilung von Lebensmitteln, die Einteilung der Schichten zur Nachtwache und stellenweise die Nominierung von Bewohnern oder die Vergabe von Nominierungsschutz/Immunität.
| Datum             | Container-Chef | Gewählt durch  | Sonderaufgabe                                                                    |
| ----------------- | -------------- | -------------- | -------------------------------------------------------------------------------- |
| 18. November 2023 | Jürgen         | Bewohner       |                                                                                  |
| 19. November 2023 | Jürgen         | Bewohner       |                                                                                  |
| 20. November 2023 | Jürgen         | Zuschauer      |                                                                                  |
| 21. November 2023 | Philo          | Container-Chef |                                                                                  |
| 22. November 2023 | Paulina        | Container-Chef | Entscheiden, welche fünf Bewohner nominieren dürfen.                             |
| 23. November 2023 | Paulina        | Container-Chef |                                                                                  |
| 24. November 2023 | Paulina        | Container-Chef | Entscheiden, wer auf die Nominierungsliste soll.                                 |
| 25. November 2023 | Manuela        | Container-Chef |                                                                                  |
| 26. November 2023 | Marco          | Zuschauer      | Drei Personen von der Nominierungsliste streichen.                               |
| 27. November 2023 | Marco          | Zuschauer      | Entscheiden, welche vier Personen zum Match antreten.                            |
| 28. November 2023 | Matthias       | Bewohner       | Entscheiden, wer einkaufen geht. Drei Personen auf die Nominierungsliste setzen. |
| 29. November 2023 | Matthias       | Bewohner       | Entscheiden, wer einkaufen geht. Eine Person vor der Nominierung schützen.       |
| 30. November 2023 | Yeliz          | Container-Chef | Entscheiden, welche zwei Personen einkaufen gehen. Drei Personen nominieren.     |
| 1. Dezember 2023  | Dilara         | Bewohner       | Entscheiden, wer einkaufen geht. Eine Person vor der Nominierung schützen.       |
| 2. Dezember 2023  | Paulina        | Bewohner       | Eine Person bis zum Finale vor der Nominierung schützen.                         |

## Wettkämpfe

### Duell-Arena
In der „Duell-Arena“ treten ausgewählte Kandidaten in Matches entweder im Team oder gegeneinander an. Deren Ergebnis hat entweder Auswirkungen auf den Verbleib des Einkaufs oder die antretenden Bewohner selbst.
| Datum                                                                       | Kandidaten                              | Kandidaten                              | Spiel                    | Ergebnis            | Konsequenz                                                                                      |
| --------------------------------------------------------------------------- | --------------------------------------- | --------------------------------------- | ------------------------ | ------------------- | ----------------------------------------------------------------------------------------------- |
| 20. November 2023                                                           | Alle Bewohner                           | Alle Bewohner                           | Wer den Penny nicht ehrt | Gewonnen            | Das Einkaufsbudget wurde auf 39,95 € angehoben.                                                 |
| 20. November 2023                                                           | Dominik Philo Matthias Jürgen Peter Ron | Dominik Philo Matthias Jürgen Peter Ron | Mattensurfen             | Verloren            | Der Einkauf musste zurückgegeben werden.                                                        |
| 21. November 2023                                                           | Ron Iris Dilara Dominik Marco Philo     | Ron Iris Dilara Dominik Marco Philo     | Hühnerstall              | Gewonnen            | Der Einkauf musste nicht zurückgegeben werden.                                                  |
| 21. November 2023                                                           | Iris                                    | Jürgen                                  | Turm zu Babel            | Gewonnen von Jürgen | Jürgen erhielt Nominierungsschutz.                                                              |
| 22. November 2023                                                           | Dominik Philo Matthias Peter Paulina    | Dominik Philo Matthias Peter Paulina    | Eins, Zwei oder Fünf     | Verloren            | Der Einkauf musste zurückgegeben werden.                                                        |
| 23. November 2023                                                           | Dominik Yeliz Ron Peter Jürgen          | Dominik Yeliz Ron Peter Jürgen          | Mauersprint              | Gewonnen            | Der Einkauf musste nicht zurückgegeben werden.                                                  |
| 24. November 2023                                                           | Patricia Dilara                         | Patricia Dilara                         | Formsache                | Verloren            | Der Einkauf musste zurückgegeben werden.                                                        |
| 25. November 2023                                                           | Matthias Paulina Patricia Iris Ron      | Matthias Paulina Patricia Iris Ron      | Ständerball              | Verloren            | Der Einkauf musste zurückgegeben werden.                                                        |
| 26. November 2023                                                           | Iris                                    | Marco                                   | Deutschland in Bildern   | Verloren            |                                                                                                 |
| 27. November 2023                                                           | Dominik Jürgen Philo Ron                | Dominik Jürgen Philo Ron                | Klettkorridor            | Gewonnen            | Das Einkaufsbudget wurde auf 20,00 € angehoben.                                                 |
| 27. November 2023                                                           | Dominik Paulina Manuela Marco           | Dominik Paulina Manuela Marco           | Das Umtausch-ABC         | Verloren            | Der Einkauf musste zurückgegeben werden.                                                        |
| 28. November 2023                                                           | Matthias Marco                          | Matthias Marco                          | Geteert und Gefedert     | Gewonnen            | Der Einkauf musste nicht zurückgegeben werden. Matthias und Marco erhielten Nominierungsschutz. |
| 29. November 2023                                                           | Yeliz Marco                             | Yeliz Marco                             | Kugelwand                | Verloren            | Der Einkauf musste zurückgegeben werden.                                                        |
| 30. November 2023                                                           | Dominik Paulina Matthias Marco          | Dominik Paulina Matthias Marco          | Basket-Quiz              | Gewonnen            | Das Einkaufsbudget wurde auf 18,00 € angehoben.                                                 |
| 1. Dezember 2023                                                            | Marco Peter                             | Marco Peter                             | Hochstapler              | Gewonnen            | Der Einkauf musste nicht zurückgegeben werden.                                                  |
| 2. Dezember 2023                                                            | Paulina Peter                           | Paulina Peter                           | Einordnen                | Verloren            | Der Einkauf musste zurückgegeben werden.                                                        |
| 3. Dezember 2023                                                            | Dilara Yeliz Matthias Marco             | Dilara Yeliz Matthias Marco             | Dosen-Biathlon           | Gewonnen            | Es wurde ein Einkaufsbudget in Höhe von 180,00 € erspielt.                                      |
| Farblegende:Match wurde gewonnen / Gewinner des MatchesMatch wurde verloren |                                         |                                         |                          |                     |                                                                                                 |

### Einkäufe
| Datum             | Kandidaten                                | Zeit            | Budget   | Ausgegeben | Rest   |
| ----------------- | ----------------------------------------- | --------------- | -------- | ---------- | ------ |
| 20. November 2023 | Iris Peter                                | 120 Sekunden    | 39,95 €  | 38,72 €    | 1,23 € |
| 21. November 2023 | Patricia                                  | 60 Sekunden     | 13,00 €  | 12,78 €    | 0,22 € |
| 22. November 2023 | Marco                                     | 60 Sekunden     | 13,00 €  | 12,87 €    | 0,13 € |
| 23. November 2023 | Marco                                     | 60 Sekunden     | 13,00 €  | 11,75 €    | 1,25 € |
| 24. November 2023 | Marco                                     | 60 Sekunden     | 13,00 €  | 12,89 €    | 0,11 € |
| 25. November 2023 | Dilara                                    | 60 Sekunden     | 13,00 €  | 11,45 €    | 1,55 € |
| 26. November 2023 | Manuela                                   | 60 Sekunden     | 12,00 €  | 11,60 €    | 0,40 € |
| 27. November 2023 | Max Kruse                                 | 2 × 45 Sekunden | 20,00 €  | 19,55 €    | 0,45 € |
| 28. November 2023 | Iris                                      | 60 Sekunden     | 11,00 €  | 10,77 €    | 0,23 € |
| 29. November 2023 | Dominik                                   | 60 Sekunden     | 10,00 €  | 9,68 €     | 0,32 € |
| 30. November 2023 | Paulina Yeliz                             | 180 Sekunden    | 18,00 €  | 17,04 €    | 0,96 € |
| 1. Dezember 2023  | Paulina                                   | 60 Sekunden     | 8,00 €   | 7,33 €     | 0,67 € |
| 2. Dezember 2023  | Matthias                                  | 60 Sekunden     | 7,00 €   | 6,81 €     | 0,19 € |
| 3. Dezember 2023  | Dilara Marco Matthias Paulina Peter Yeliz | 180 Sekunden    | 180,00 € | 179,84 €   | 0,16 € |

## Nominierungen
|                                         | Runde 1       | Runde 1       | Runde 1       | Runde 1           | Runde 1           | Runde 2                  | Runde 2                                                        | Runde 3                | Runde 4                | Runde 5                | Runde 6                | Runde 7                | Runde 8                | Runde 9                | Finale                 | Finale                 |
| 20. Nov. 2023                           | 21. Nov. 2023 | 22. Nov. 2023 | 23. Nov. 2023 | 24. Nov. 2023     | 26. Nov. 2023     | 27. Nov. 2023            | 28. Nov. 2023                                                  | 28. Nov. 2023          | 29. Nov. 2023          | 30. Nov. 2023          | 2. Dez. 2023           | 3. Dez. 2023           | 4. Dez. 2023           | 4. Dez. 2023           | 4. Dez. 2023           |                        |
| --------------------------------------- | ------------- | ------------- | ------------- | ----------------- | ----------------- | ------------------------ | -------------------------------------------------------------- | ---------------------- | ---------------------- | ---------------------- | ---------------------- | ---------------------- | ---------------------- | ---------------------- | ---------------------- | ---------------------- |
| Yeliz                                   | Manuela       | Philo         | Matthias      | Manuela Patricia  | Keine Nominierung | Keine Nominierung        | Philo                                                          | Manuela                | Keine Nominierung      | Keine Nominierung      | Marco Iris Matthias    | Matthias Marco         | Marco                  | Keine Nominierung      | Gewinnerin             | Gewinnerin             |
| Marco                                   | nicht im Haus | Iris          | Ron           | Keine Nominierung | Keine Nominierung | Keine Nominierung        | Ron                                                            | Jürgen                 | Keine Nominierung      | Keine Nominierung      | Keine Nominierung      | Dominik Peter          | Dilara                 | Keine Nominierung      | Zweitplatzierter       | Zweitplatzierter       |
| Peter                                   | Paulina       | Iris          | Marco         | Keine Nominierung | Keine Nominierung | Keine Nominierung        | Keine Nominierung                                              | Paulina                | Keine Nominierung      | Keine Nominierung      | Keine Nominierung      | Dominik Paulina        | Paulina                | Keine Nominierung      | Drittplatzierter       | Drittplatzierter       |
| Paulina                                 | Patricia      | Dominik       | Patricia      | Patricia Ron      | Ron               | Keine Nominierung        | Ron                                                            | Peter                  | Keine Nominierung      | Keine Nominierung      | Keine Nominierung      | Dominik Peter          | Peter                  | Keine Nominierung      | Viertplatzierte        | Viertplatzierte        |
| Matthias                                | Ron           | Iris          | Ron           | Patricia Ron      | Philo             | Keine Nominierung        | Ron                                                            | Ron                    | Dominik Iris Ron       | Keine Nominierung      | Keine Nominierung      | Dominik Peter          | Yeliz                  | Keine Nominierung      | rausgewählt (4. Dez.)  | rausgewählt (4. Dez.)  |
| Dilara                                  | Dominik       | Dominik       | Matthias      | Dominik Patricia  | Keine Nominierung | Keine Nominierung        | Philo                                                          | Jürgen                 | Keine Nominierung      | Keine Nominierung      | Keine Nominierung      | Dominik Marco          | Paulina                | rausgewählt (3. Dez.)  | rausgewählt (3. Dez.)  | rausgewählt (3. Dez.)  |
| Dominik                                 | Paulina       | Manuela       | Dilara        | Manuela Peter     | Keine Nominierung | Keine Nominierung        | Philo                                                          | Iris                   | Keine Nominierung      | Keine Nominierung      | Keine Nominierung      | Matthias Dilara        | rausgewählt (2. Dez.)  | rausgewählt (2. Dez.)  | rausgewählt (2. Dez.)  | rausgewählt (2. Dez.)  |
| Iris                                    | nicht im Haus | Matthias      | Matthias      | Keine Nominierung | Marco             | Keine Nominierung        | Philo                                                          | Jürgen                 | Keine Nominierung      | Keine Nominierung      | Keine Nominierung      | rausgewählt (1. Dez.)  | rausgewählt (1. Dez.)  | rausgewählt (1. Dez.)  | rausgewählt (1. Dez.)  | rausgewählt (1. Dez.)  |
| Manuela                                 | Dominik       | Dominik       | Dominik       | Keine Nominierung | Keine Nominierung | Keine Nominierung        | Philo                                                          | Ron                    | Keine Nominierung      | Keine Nominierung      | rausgewählt (30. Nov.) | rausgewählt (30. Nov.) | rausgewählt (30. Nov.) | rausgewählt (30. Nov.) | rausgewählt (30. Nov.) | rausgewählt (30. Nov.) |
| Ron                                     | Paulina       | Iris          | Matthias      | Keine Nominierung | Keine Nominierung | Keine Nominierung        | Keine Nominierung                                              | Iris                   | Keine Nominierung      | rausgewählt (29. Nov.) | rausgewählt (29. Nov.) | rausgewählt (29. Nov.) | rausgewählt (29. Nov.) | rausgewählt (29. Nov.) | rausgewählt (29. Nov.) | rausgewählt (29. Nov.) |
| Jürgen                                  | Paulina       | Iris          | Dilara        | Keine Nominierung | Keine Nominierung | Keine Nominierung        | Ron                                                            | Ron                    | rausgewählt (28. Nov.) | rausgewählt (28. Nov.) | rausgewählt (28. Nov.) | rausgewählt (28. Nov.) | rausgewählt (28. Nov.) | rausgewählt (28. Nov.) | rausgewählt (28. Nov.) | rausgewählt (28. Nov.) |
| Philo                                   | Patricia      | Iris          | Marco         | Manuela Marco     | Keine Nominierung | Keine Nominierung        | Keine Nominierung                                              | rausgewählt (27. Nov.) | rausgewählt (27. Nov.) | rausgewählt (27. Nov.) | rausgewählt (27. Nov.) | rausgewählt (27. Nov.) | rausgewählt (27. Nov.) | rausgewählt (27. Nov.) | rausgewählt (27. Nov.) | rausgewählt (27. Nov.) |
| Patricia                                | Philo         | Philo         | Dilara        | Keine Nominierung | Dilara            | rausgewählt (25. Nov.)   | rausgewählt (25. Nov.)                                         | rausgewählt (25. Nov.) | rausgewählt (25. Nov.) | rausgewählt (25. Nov.) | rausgewählt (25. Nov.) | rausgewählt (25. Nov.) | rausgewählt (25. Nov.) | rausgewählt (25. Nov.) | rausgewählt (25. Nov.) | rausgewählt (25. Nov.) |
|                                         | Runde 1       | Runde 1       | Runde 1       | Runde 1           | Runde 1           | Runde 2                  | Runde 2                                                        | Runde 3                | Runde 4                | Runde 5                | Runde 6                | Runde 7                | Runde 8                | Runde 9                | Finale                 | Finale                 |
| 20. Nov. 2023                           | 21. Nov. 2023 | 22. Nov. 2023 | 23. Nov. 2023 | 24. Nov. 2023     | 26. Nov. 2023     | 27. Nov. 2023            | 28. Nov. 2023                                                  | 28. Nov. 2023          | 29. Nov. 2023          | 30. Nov. 2023          | 2. Dez. 2023           | 3. Dez. 2023           | 4. Dez. 2023           | 4. Dez. 2023           | 4. Dez. 2023           |                        |
| Nominierungs- schutz                    |               | Jürgen        | Jürgen        | Jürgen            | Jürgen            | Dominik Manuela Matthias | Alle Bewohner bis auf die verbliebenen drei auf der Exit-Liste | Marco Matthias         | Marco Matthias         | Marco                  |                        | Yeliz                  | Matthias               |                        |                        |                        |
| Nominiert                               | Paulina       | Iris          | Matthias      | Patricia          | Ron               | Alle                     | Philo Peter Ron                                                | Ron Jürgen             | Dominik Iris Ron       | Alle                   | Marco Iris Matthias    | Dominik Peter          | Alle                   | Matthias Paulina       | Marco Paulina          | Marco Paulina          |
| Nominiert                               | Paulina       | Iris          | Matthias      | Patricia          | Ron               | Alle                     | Philo Peter Ron                                                | Ron Jürgen             | Dominik Iris Ron       | Alle                   | Marco Iris Matthias    | Dominik Peter          | Alle                   | Matthias Paulina       | Marco Peter Yeliz      |                        |
| Nominiert                               | Paulina       | Iris          | Matthias      | Patricia          | Ron               | Alle                     | Philo Peter Ron                                                | Ron Jürgen             | Dominik Iris Ron       | Alle                   | Marco Iris Matthias    | Dominik Peter          | Alle                   | Matthias Paulina       | Marco Yeliz            |                        |
| Rauswahl                                | Patricia      | Patricia      | Patricia      | Patricia          | Patricia          | Philo                    | Philo                                                          | Jürgen                 | Ron                    | Manuela                | Iris                   | Dominik                | Dilara                 | Matthias               | Paulina                | Paulina                |
| Rauswahl                                | Patricia      | Patricia      | Patricia      | Patricia          | Patricia          | Philo                    | Philo                                                          | Jürgen                 | Ron                    | Manuela                | Iris                   | Dominik                | Dilara                 | Matthias               | Peter                  | Marco                  |
| Rauswahl                                | Patricia      | Patricia      | Patricia      | Patricia          | Patricia          | Philo                    | Philo                                                          | Jürgen                 | Ron                    | Manuela                | Iris                   | Dominik                | Dilara                 | Matthias               | Yeliz                  |                        |
| Anmerkungen: 1. 2. 3. 4. 5. 6. 7. 8. 9. |               |               |               |                   |                   |                          |                                                                |                        |                        |                        |                        |                        |                        |                        |                        |                        |

## Produktion
Die Moderation für die von Endemol Shine Germany erstmals in den WDR-Studios in Köln-Böcklemünd produzierte Show übernahmen erneut Jochen Schropp und Marlene Lufen gemeinsam. Aufgrund des neuen Studiogeländes gab es in diesem Jahr kein Publikum vor Ort. Der diesjährige Titelsong Großer Bruder 2K23 ist eine Neuauflage der von Jürgen Milski und Zlatko Trpkovski aufgenommenen Version im Jahr 2000, nachdem sich beide in der ersten Staffel Big Brother kennengelernt haben. In Großer Bruder 2K23 singen alle Bewohner der diesjährigen Staffel einzelne Textpassagen.
Die menschliche Stimme von „Big Brother“ wurde erneut von Phil Daub, die Trailer und zusammenfassenden Kommentare von Markus Klauk gesprochen. Robby Hunke übernimmt als Schiedsrichter in Duellen die Moderation.
In diesem Jahr wird bei dem Streaminganbieter Joyn ein kostenpflichtiger 24-Stunden-Livestream angeboten.
Im Finale wurde eine zwölfte Staffel für 2024 angekündigt.

## Zusätzliche Sendungen

### Promi Big Brother – Die Penny Challenge
Im Online-Format Promi Big Brother – Die Penny Challenge konnten Influencer sich die Chance auf eine Wildcard für die diesjährige Staffel erspielen. Dazu wurden die Influencer in drei Teams mit je drei Personen eingeteilt und mussten verschiedene Aufgaben lösen. Mit Hilfe ihrer Follower konnte aus dem Gewinnerteam dann eine Person die Wildcard gewinnen. Als Gewinner des Formats ging Marco Strecker hervor, welcher am 20. November 2023 einzog.

### Promi Big Brother – Der Countdown
Am 17. November 2023, rund drei Tage vor dem offiziellen Start der Staffel, wurde eine Pre-Show unter dem Titel Promi Big Brother – Der Countdown ausgestrahlt. In dem Livestream, welcher auf Joyn kostenfrei übertragen wurde, wurde das erste Mal der Container gezeigt und Iris Klein als Bewohnerin bestätigt.

### Promi Big Brother – Die Late Night Show
→ Hauptartikel: Promi Big Brother – Die Late Night Show
Im Anschluss an die Hauptsendung läuft erneut die Live-Late-Night-Show auf Sat.1, die von Jochen Bendel und Melissa Khalaj täglich moderiert wird.

## Einschaltquoten
| Folge (gesamt)     | Folge (Staffel) | Deutschland | Deutschland     | Deutschland | Deutschland     |
| Folge (gesamt)     | Folge (Staffel) | Zuschauer   | Zuschauer       | Marktanteil | Marktanteil     |
| Folge (gesamt)     | Folge (Staffel) | Gesamt      | 14 bis 49 Jahre | Gesamt      | 14 bis 49 Jahre |
| ------------------ | --------------- | ----------- | --------------- | ----------- | --------------- |
| 170                | 1               | 2,07 Mio.   | 0,84 Mio.       | 9,3 %       | 16,8 %          |
| 171                | 2               | 1,84 Mio.   | 0,75 Mio.       | 6,5 %       | 11,7 %          |
| 172                | 3               | 1,28 Mio.   | 0,41 Mio.       | 11,9 %      | 17,3 %          |
| 173                | 4               | 1,41 Mio.   | 0,44 Mio.       | 9,7 %       | 13,4 %          |
| 174                | 5               | 1,16 Mio.   | 0,41 Mio.       | 8,2 %       | 12,6 %          |
| 175                | 6               | 1,58 Mio.   | 0,57 Mio.       | 10,6 %      | 14,7 %          |
| 176                | 7               | 1,50 Mio.   | 0,45 Mio.       | 8,4 %       | 10,6 %          |
| 177                | 8               | 1,71 Mio.   | 0,50 Mio.       | 7,0 %       | 9,1 %           |
| 178                | 9               | 1,81 Mio.   | 0,66 Mio.       | 7,3 %       | 13,0 %          |
| 179                | 10              | 1,40 Mio.   | 0,47 Mio.       | 12,0 %      | 18,1 %          |
| 180                | 11              | 1,39 Mio.   | 0,47 Mio.       | 9,2 %       | 13,8 %          |
| 181                | 12              | 0,97 Mio.   | 0,33 Mio.       | ―           | 15,8 %          |
| 182                | 13              | 1,61 Mio.   | 0,56 Mio.       | 8,4 %       | 12,6 %          |
| 183                | 14              | 1,48 Mio.   | 0,44 Mio.       | 9,5 %       | 11,0 %          |
| 184                | 15              | 1,51 Mio.   | 0,48 Mio.       | 7,0 %       | 10,4 %          |
| Anmerkungen: 1. 2. |                 |             |                 |             |                 |